# Marquage des œufs
Le marquage des œufs est un code à caractère législatif et réglementaire à apposer sur la coquille des œufs destinés au commerce alimentaire humain. Dans l'UE, il existe un code producteur réglementé par la loi depuis 2004. Il permet aux consommateurs de distinguer les œufs issus des élevages de poules en  « agriculture biologique certifiée », « plein air », « au sol » et « en cage ». Selon certaines conditions et certains pays, notamment pour les élevages fermiers français, ce marquage spécifique n'est pas obligatoire.

## Mentions devant apparaître dans les marquages directement sur l'œuf

### Le code œuf du système européen de codage pour les œufs de poule
En Europe, pour les élevages dépassant le seuil de 250 poules, des mentions obligatoires sont marquées sur l'œuf: un code est obligatoirement inscrit sur la coquille des œufs.
Il permet d'assurer une traçabilité conformément à la directive européenne 2002/4/CE.

#### Premier chiffre: le mode d'élevage

Nombre de m² pour 13 poules

Le premier chiffre désigne le mode d’élevage selon un des 4 codes existants
| Chiffre | Signification                                                         |
| ------- | --------------------------------------------------------------------- |
| 0       | œufs issus de l’agriculture biologique (Label Agriculture biologique) |
| 1       | œufs issus de poules élevées en plein air                             |
| 2       | œufs issus de poules élevées au sol                                   |
| 3       | œufs issus de poules élevées en cage, ou élevage en batterie          |

Code 0
Code 1
Code 2
Code 3

##### Statistiques sur les modes d'élevage
En 2013 en France, 69 % des poules pondeuses sont élevées en cage, 7 % dans des bâtiments fermés, 12 % avec un accès en plein air, 7 % en Agriculture Biologique certifiée et 5 % en Label Rouge.

#### 2 lettres pour le pays membre de production
- Les 2 lettres suivantes correspondent au code du pays :

| Lettres sur les œufs | Lettres sur les œufs | Lettres sur les œufs | Lettres sur les œufs   |
| -------------------- | -------------------- | -------------------- | ---------------------- |
| AT: Autriche         | BE: Belgique         | CY: Chypre           | CZ: République tchèque |
| DE: Allemagne        | DK: Danemark         | EE: Estonie          | ES: Espagne            |
| FR: France           | GR: Grèce            | HU: Hongrie          | FI: Finlande           |
| IE: Irlande          | IT: Italie           | LV: Lettonie         | LT: Lituanie           |
| LU: Luxembourg       | MT: Malte            | NL: Pays-Bas         | PL: Pologne            |
| PT: Portugal         | Ro: Roumanie         | SE: Suède            | SI: Slovénie           |
| SK: Slovaquie        | UK: Royaume-Uni      |                      |                        |

#### Derniers caractères: des codes producteurs et pondoirs plus ou moins accessibles selon les pays
Les derniers caractères identifient le numéro du producteur (et donc le lieu) et éventuellement le numéro du pondoir en plus. Notez qu'un producteur avec plusieurs pondoirs devra enregistrer chaque pondoir séparément. Dans la plupart des pays, le numéro d'enregistrement commence par un code régional où sont situées les installations de production d'œufs.
- Le numéro du producteur: 3 lettres ou 4 ou 5 chiffres
- Le numéro d'élevage dans le bâtiment: 1 ou 2 chiffres correspondant au poulailler.

##### Espagne

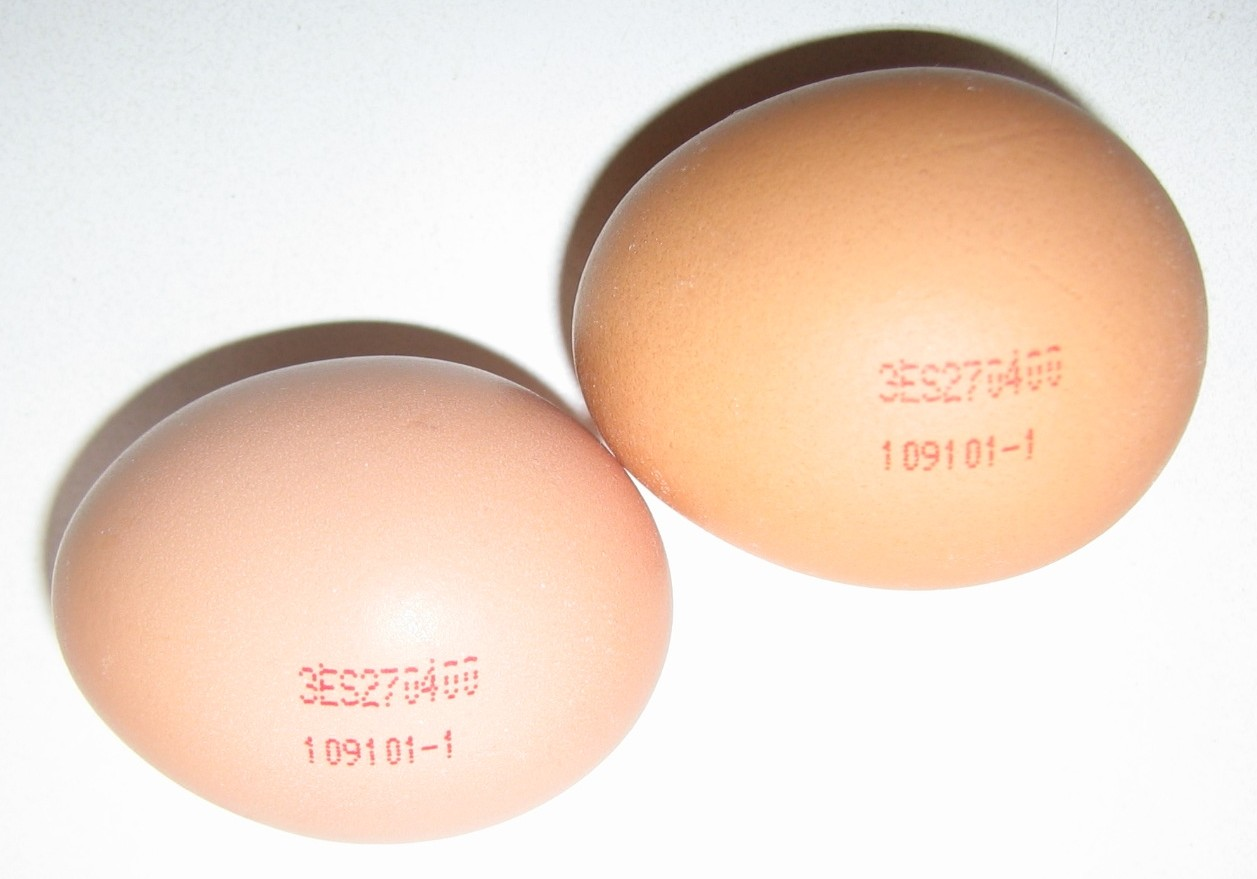
Un œuf d'élevage en cage espagnol

##### Pays-Bas

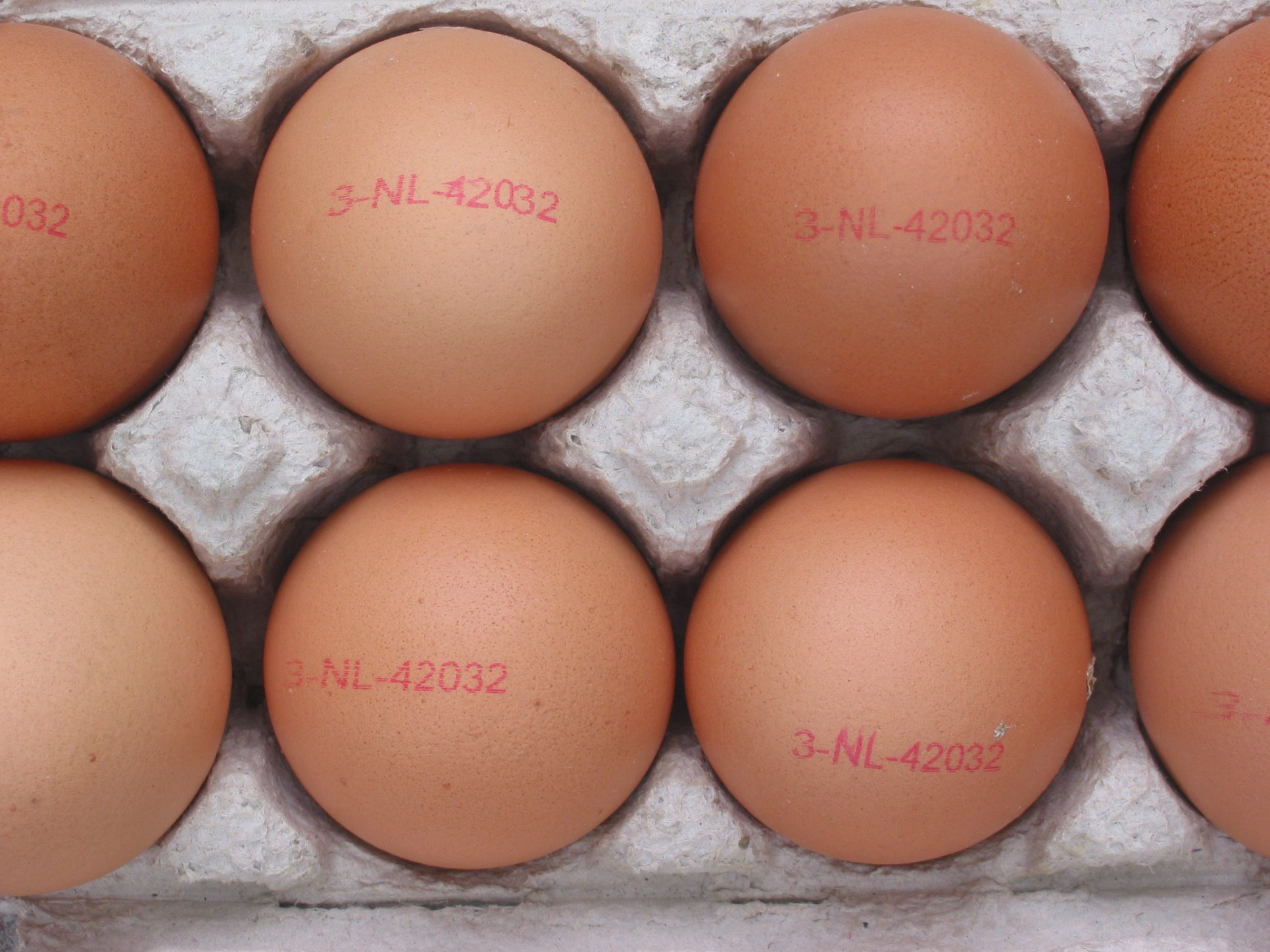
Un œuf des Pays-Bas

##### Allemagne

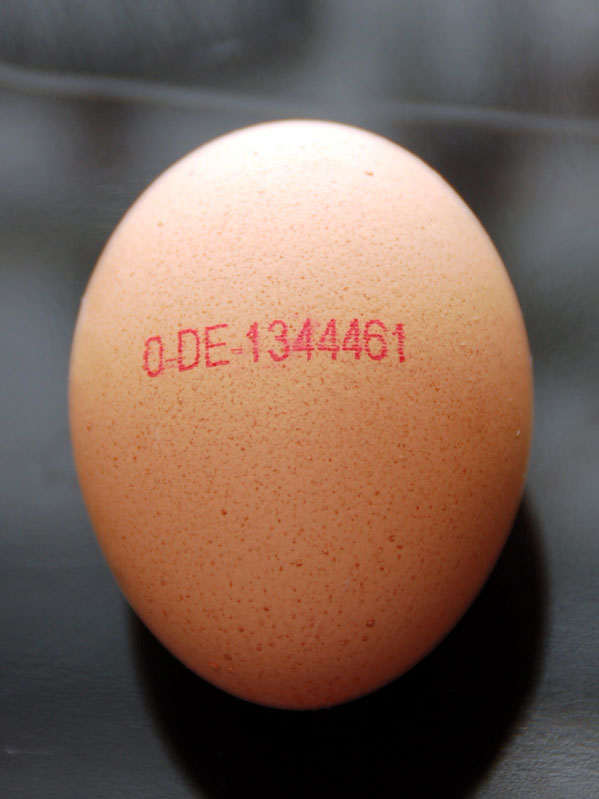
Un œuf allemand issu de l'agriculture biologique

| 01 = Schleswig Holstein 02 = Hamburg 03 = Niedersachsen 04 = Bremen | 05 = Nordrhein-Westfalen 06 = Hessen 07 = Rheinland-Pfalz 08 = Baden-Württemberg | 09 = Bayern 10 = Saarland 11 = Berlin 12 = Brandenburg | 13 = Mecklenburg-Vorpommern 14 = Sachsen 15 = Sachsen-Anhalt 16 = Thüringen |

##### Autriche

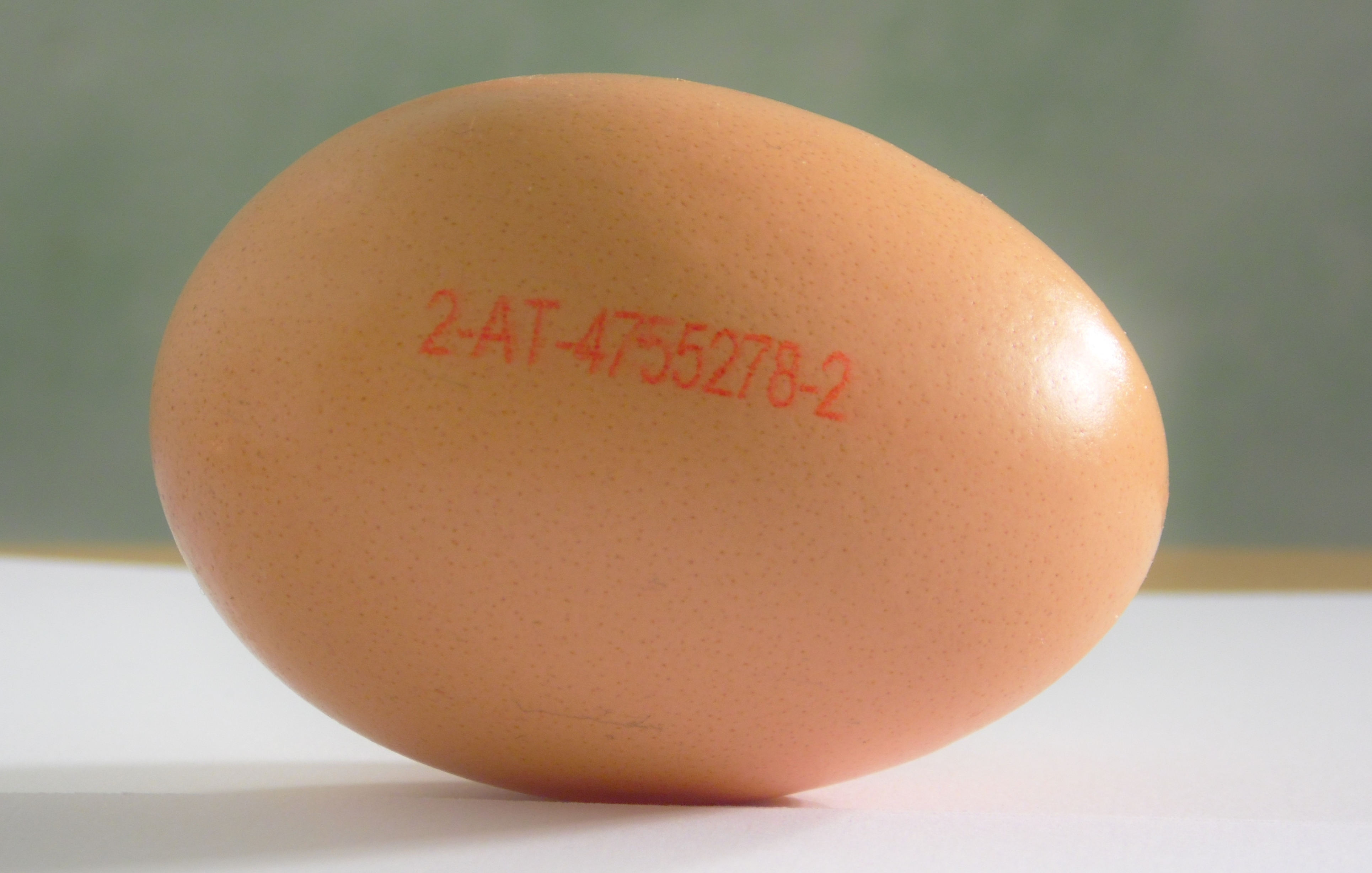
Un œuf d'élevage au sol autrichien

| 1 = Burgenland 2 = Kärnten 3 = Niederösterreich | 4 = Oberösterreich 5 = Salzburg 6 = Steiermark | 7 = Tirol 8 = Vorarlberg 9 = Wien |

##### La date de consommation recommandée
La Date de consommation recommandée (DCR) est exprimée en jour (en caractères numériques de 1 à 31) et mois (caractères numériques de 1 à 12 ou alphabétique de quatre lettres maxi). La DCR permet d'identifier les œufs de moins de 28 jours à partir de la date de ponte mais aussi de distinguer les œufs « extra-frais » qui peuvent être commercialisés sous cette dénomination pendant 9 jours à partir de la date de ponte.

## Mentions devant apparaître sur l'emballage

### Informations générales
- Nom ou raison sociale et adresse de l'entreprise
- Numéro distinctif du centre d'emballage qui a emballé les œufs la première fois ou, lorsqu'il s'agit d'œufs importés, le pays d'origine
- Nombre d'œufs emballés
- Date de durabilité
- Recommandations d'entreposage appropriées pour les œufs de catégorie A
- Date d'emballage

### Catégorie de qualité
- Catégorie A ou œufs frais. Ils ne sont ni lavés ni nettoyés. Ils sont destinés aux consommateurs[8].
- Catégorie B ne présentant plus les caractéristiques des œufs de catégorie A, correspond aux œufs livrés à l’industrie alimentaire et non alimentaire.

### Catégorie de poids
| Catégorie de poids | Description | Poids                                              |
| ------------------ | ----------- | -------------------------------------------------- |
| XL                 | Très gros   | poids supérieur ou égal à 73 g                     |
| L                  | Gros        | poids supérieur ou égal à 63 g et inférieur à 73 g |
| M                  | Moyens      | poids supérieur ou égal à 53 g et inférieur à 63 g |
| S                  | Petit       | poids inférieur à 53 g                             |

### Œufs certifiés AB
Les œufs certifiés AB portent une mention du type « œufs issus de l’Agriculture Biologique ». Ils peuvent porter le logo AB officiel (pour Agriculture Biologique) mais ce n’est pas obligatoire. L’alimentation des poules provient d'exploitations agricoles certifiées Agriculture Biologique à 90 %. Une partie de la ration alimentaire doit provenir de l'exploitation où les poules sont élevées. La densité maximale est de 6 poules par mètre carré à l’intérieur. Les poules peuvent aller à l’extérieur. La lumière artificielle est tolérée mais doit être éteinte pendant au moins 8h dans la journée. La taille de l'exploitation agricole est libre.
La certification répond à la réglementation européenne, dont le règlement CE 834/2007 du Conseil du 28 juin 2007 et règlement CE 889/2008 de la Commission du 5 septembre 2008 relatifs à la production biologique.

## Certifications privées
Les marques de certification privées (Nature et progrès, Bio Cohérence, Demeter), ont des cahiers des charges plus exigeants que celui du label AB concernant l'environnement et le social (échelle de production agricole notamment). Par exemple, l’alimentation des poules provient uniquement d'exploitations agricoles certifiées Agriculture Biologique contre un minimum de 90 % pour le label AB,.
La mention « Libre parcours » indique que les poules ont accès à un pré avec une surface de 10 m2 par poule (la surface de pré par poule est de 2,5 m2 dans un élevage « plein air », de 4 m2 dans les élevages « bio » (AB) et de 5 m2 dans les élevages « plein air » Label rouge).

## Les marquages de la grande distribution
En Suisse, le distributeur Migros, principal détaillant de ce pays, a introduit un code d'identification qui se trouve sur chaque œuf qu'elle met en vente. Ce code d'identification permet au consommateur, en introduisant ce numéro dans son site Internet, de connaître la ferme où l'œuf a été pondu, ainsi que des renseignements sur celle-ci.

## Contrôle du système d'identification

### France
L'identification des œufs de poule commercialisés en France est contrôlée par la DDT et la DGCCRF.

## Exemptions de marquage
Le marquage des œufs commercialisés pour la consommation humaine est facultatif sous certaines conditions. Pour les paysans producteurs fermiers français, ce droit au non-marquage est soumis :
- à la taille de l'élevage (moins de 250 poules) ;
- au mode de production (traditionnel) ;
- à l'obligatoire diversité des productions agricoles  au sein de la ferme ;
- au fait caractérisé de vente directe (remise directe du paysan à l'acheteur) ;
- au lieu de cette remise directe, c'est-à-dire, à la ferme[13], au marché ou dans un Point de Vente Collectif (magasin propriété d'agriculteurs dont ils assurent une permanence à tour de rôle).

## Transparence des codes de pondoir
- http://www.eierdatenbank.at/was-steht-auf-dem-ei/ - base de données pour l'Autriche
- https://www.was-steht-auf-dem-ei.de/en/index.php - base de données pour l'Allemagne
- Aucune base de données en données ouvertes ne semble exister pour la France.

## Applications de décodage
- https://itunes.apple.com/nl/app/eiercode/id396882760 - Application de décodage pour les Pays-Bas

### Transparence participative
Le projet Open Food Facts collecte ces codes, en plus des estampilles sanitaires.